# WALK (OLDCODEXの曲)
「WALK」（ウォーク）は、OLDCODEXの楽曲。YORKE.が作詞、加藤肇が作曲を手掛けた。OLDCODEXの8枚目のシングルとして2013年11月13日にLantisから発売された。

## 背景・音楽性
本曲は、テレビアニメ『黒子のバスケ』第2期のエンディングテーマに起用された。
「カタルリズム」に続く『黒子のバスケ』のタイアップということもあり、Ta_2自身「カタルリズムの兄弟分な曲」と語っている。そのため制作当初は彼がOLDCODEXと『黒子のバスケ』に関するキーワードを探して書いた曲を提出する日々が続いていたが、スランプに陥ったためTa_2がイメージした「仲間の絆」と「オレンジ」を基に加藤肇に作曲を依頼したという。
曲調は当初サッパリした内容であったが、試行錯誤の末ロック調のキャッチーな内容に落ち着いたという。
PVにはYORKEの寝起きシーンが収録されているが、同シーンは監督もCMに使おうと思った程物議を醸したという。

## シングルリリース
2013年11月13日にLantisから発売された。OLDCODEXのシングルとしては前作「Rage on」から約4か月ぶりのリリースとなる。
初回限定盤（LACM-34142）と通常盤（LACM-14142）の2種リリースで、初回限定盤には本曲のPVとメイキングを収録したDVDが同梱されている。
2曲目「Tag On The Strain」は、Ta_2曰く「透明感のある爽やかな曲」に仕上がっており、YORKE.によればサビが印象的であるという。
3曲目「Stargazer」は、ライブでの成長を実感させる曲で、Ta_2とYORKE.の熱さが融合したキャッチボール的な内容になっている。ちなみに制作はTa_2が深夜にディレクターと2人で書き上げたという。

## メディアでの使用
- テレビアニメ『黒子のバスケ』第2期エンディングテーマ
- テレビ朝日『Break Out』2013年11月度エンディングテーマ

## シングル収録内容
| 全作詞: YORKE.。 |                       |           |           |                  |      |
| #                | タイトル              | 作詞      | 作曲      | 編曲             | 時間 |
| 1.               | 「WALK」              | YORKE.    | 加藤肇    | OLDCODEX、加藤肇 | 4:23 |
| 2.               | 「Tag On The Strain」 | YORKE.    | Gz        | Gz               | 3:27 |
| 3.               | 「Stargazer」         | YORKE.    | Ta_2      | eba              | 4:02 |
| 合計時間:        | 合計時間:             | 合計時間: | 合計時間: | 11:52            |      |

| #  | タイトル                         | 作詞 | 作曲・編曲 |
| -- | -------------------------------- | ---- | ---------- |
| 1. | 「WALK」(Music Video)            |      |            |
| 2. | 「Making of "WALK" Music Video」 |      |            |

## チャート
| チャート（2013年）                | 最高位 |
| --------------------------------- | ------ |
| オリコン週間                      | 18     |
| オリコンデイリー                  | 7      |
| オリコン月間                      | 48     |
| CDTV                              | 25     |
| Billboard JAPAN Hot 100           | 34     |
| Billboard JAPAN Hot Singles Sales | 12     |
| Billboard JAPAN Hot Animation     | 8      |
| サウンドスキャンジャパン          | 12     |